# 點弦
点弦（英語：tapping）是一种电吉他演奏常用技巧。埃迪·范·海倫（Eddie Van Halen）通常被认为是点弦的发明者，而实际上点弦在此之前早已出现。范·海伦将传统点弦进行更前卫的改革，形成了现代摇滚SOLO中常用的"双手快速点弦"。

不用匹克或手指弹拨，而直接靠手指用力点击琴弦而发出声响的技巧。原理同捶弦相近，不同的是，捶弦用的是按弦手的手指而点弦用弹奏手的手指。
在右手点弦的同时与左手配合，就能创造出十分快速华丽的Solo段落。